# Zelotes medianus
Zelotes medianus este o specie de păianjeni din genul Zelotes, familia Gnaphosidae, descrisă de Denis, 1935.
Este endemică în Franța. Conform Catalogue of Life specia Zelotes medianus nu are subspecii cunoscute.